# Amaná
Amaná es una pequeña localidad ubicada a unos 80 km de la localidad de Patquía, cabecera del departamento Independencia, provincia de La Rioja, Argentina.
Se encuentra en cercanías del parque provincial El Chiflón y del parque nacional Talampaya. Se accede por un camino secundario que nace en la Ruta Nacional 150.
La localidad cuenta con una escuela de nivel inicial y un centro de atención primaria en salud.
En Amaná se conserva la iglesia de la Virgen del Rosario, declarada bien cultural de valor patrimonial por decreto 2357 del año 1980.

## Historia
La región cercana a Amaná fue habitada en tiempos prehispánicos por pobladores de la cultura de la aguada, que constituyeron un núcleo habitacional estable en la zona del Chiflon.
La presencia de asentamientos indígenas, proveedores potenciales de mano de obra y tributos, constituía uno de los aspectos en consideración al momento de otorgamiento de las llamadas "mercedes reales". Existe documentación que registra que en el año 1667, la zona de Amaná le fue otorgada como "merced real" a Nicolás de Brizuela quien a su vez la cedió en vida a su hijo Miguel de Brizuela.
Según algunas versiones, la localidad 400 años de historia y su nombre primitivo fue "Amanao".

## Población
Cuenta con 148 habitantes (Indec, 2010), lo que representa un descenso del 26% frente a los 210 habitantes (Indec, 2001) del censo anterior.
| Gráfica de evolución demográfica de Amaná entre 1991 y 2010 |
|                                                             |
| Fuente: Censos nacionales del INDEC                         |

## Economía
Hasta la década de 1990, las actividades económicas de los pobladores se basaban en la minería, específicamente la extracción de arcillas refractarias, recurso explotado desde principios de la década de 1960. En cercanías de la localidad se encuentran las instalaciones hoy abandonadas de la mina "Las Mellizas" y "Los López".
Finalizada la actividad minera, la localidad comenzó una etapa de decrecimiento general dada por la falta de oportunidades laborales y por la cancelación de algunos servicios, entre ellos el transporte público.
En la actualidad, algunos pobladores de Amaná forman parte de una cooperativa que brinda servicios de guía a los visitantes del vecino parque provincial El Chiflón.

## Sismicidad
La sismicidad de la región de La Rioja es frecuente y de intensidad baja, y un silencio sísmico de terremotos medios a graves cada 30 años en áreas aleatorias.